# Episodi di Joséphine, ange gardien (terza stagione)
Joséphine, ange gardien è una serie televisiva francese, andata in onda sinora per 22 stagioni. Qui sotto sono riportate le trame degli episodi della terza stagione della trasmissione, uscita in Francia nel 1999 e in Italia nel 2016.

| n° | Titolo originale   | Titolo italiano           | Prima Tv Francia | Prima Tv Italia |
| -- | ------------------ | ------------------------- | ---------------- | --------------- |
| 4  | La Part du doute   | Il beneficio del dubbio   | 25 gennaio 1999  |                 |
| 5  | Une mauvaise passe | In un mare di guai        | 14 giugno 1999   |                 |
| 6  | Une nouvelle vie   | Un passato da dimenticare | 30 agosto 1999   |                 |
| 7  | Une santé d'enfer  | I colori del coraggio     | 8 novembre 1999  |                 |

## Episodio 4: Il beneficio del dubbio
- Titolo originale: La Part du doute
- Diretto da:
- Scritto da:

## Episodio 5: In un mare di guai
- Titolo originale: Une mauvaise passe
- Diretto da:
- Scritto da:

## Episodio 6: Un passato da dimenticare
- Titolo originale: Une nouvelle vie
- Diretto da:
- Scritto da:

## Episodio 7: I colori del coraggio
- Titolo originale: Une santé d'enfer
- Diretto da:
- Scritto da: